# Selvmordsbombning i Kabul, januar 2018
Den 27. januar 2018 sprængte en bilbomber sig selv i luften i Kabul, Afghanistan. Mindst 40 blev dræbt og 140 hårdt såret. Ifølge eksperter er det Taliban som står bag angrebet.

## Angrebet
Den 27. januar 2018 sprængte angribere en ambulance fyldt med eksplosivt materiale nær en indenrigsministeriel bygning på en travl og stærkt bevogtet gade i Kabul midt i den travleste tid. Jamhuriat Hospital, offentlige kontorer, virksomheder og en skole ligger tæt på stedet for eksplosionen. Det var det tredje store angreb på syv dage efter 2018 Save The Children Jalalabad-angrebet og 2018 Inter-Continental Hotel Kabul-angrebet.
En bombe var skjult i en ambulance og detonerede ved et andet politibeskyttelsessted, ifølge embedsmænd. Sprængningen ødelagde også biler, butikker og bygninger i nærheden.
Angrebet fandt sted på en gade, lokalt kendt som Chicken Street, nær en bygning, der drives af indenrigsministeriet. Forskellige regeringsorganer har kontorer der og vejen havde sikkerhedskontrolpunkter på plads. Koordinatoren for den italienske hjælpegruppe Emergency, der driver et traumecenter, beskrev begivenheden som et "massakre". Ifølge rapporter blev køretøjet stoppet ved det andet sikkerhedskontrolsted efter at have passeret det første, hvor man hævdede, at havde en patient med. Da politiet forsøgte at stoppe køretøjet fra at køre videre, sprængte føreren bomben. Relaterede personer blev rapporteret at opholde sig ved byens lighus. Angrebsstedet blev beskrevet som et af blodbad med knuste kroppe, mange uidentificerbare, liggende overalt.

## Gerningsmændene
Taliban påtog sig ansvaret for angrebet. Den afghanske regering beskrev det som en forbrydelse mod menneskeheden og beskyldte Pakistan for at yde støtte til angriberne. Pakistan nægter at støtte militante, der udfører angreb i Afghanistan.